# Bernina Express

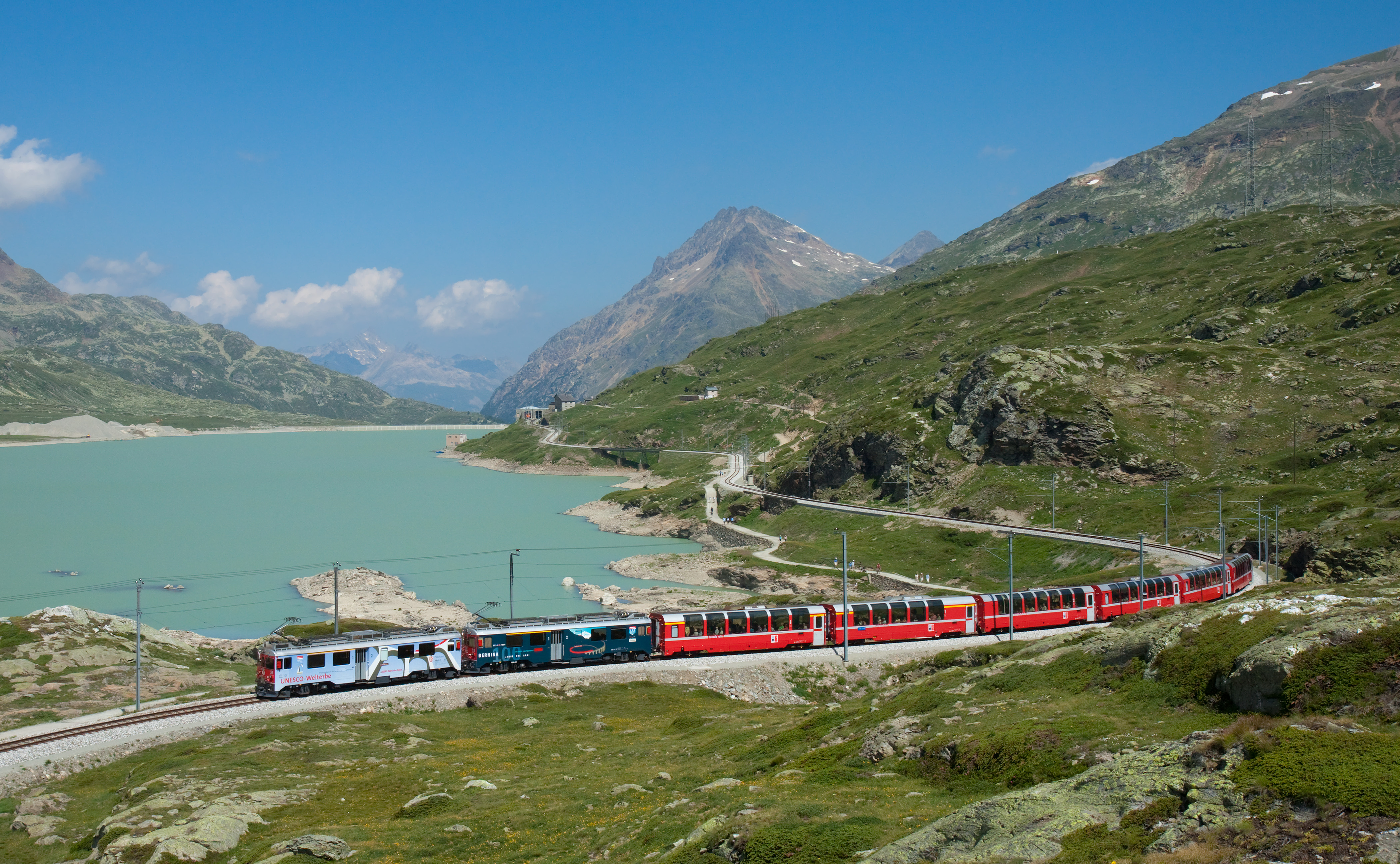
„Bernina Express” nad Lago Bianco

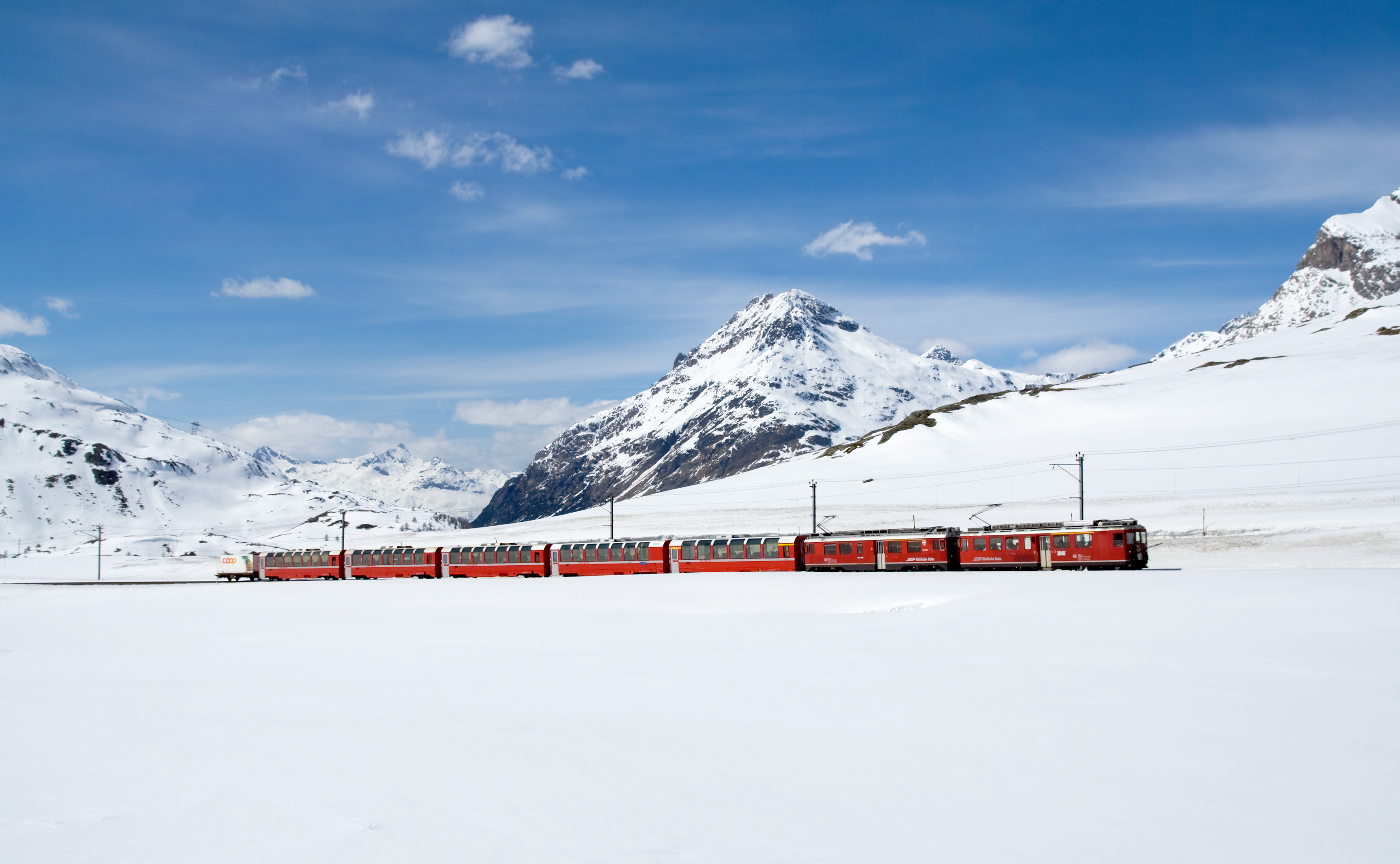
„Bernina Express” zimą

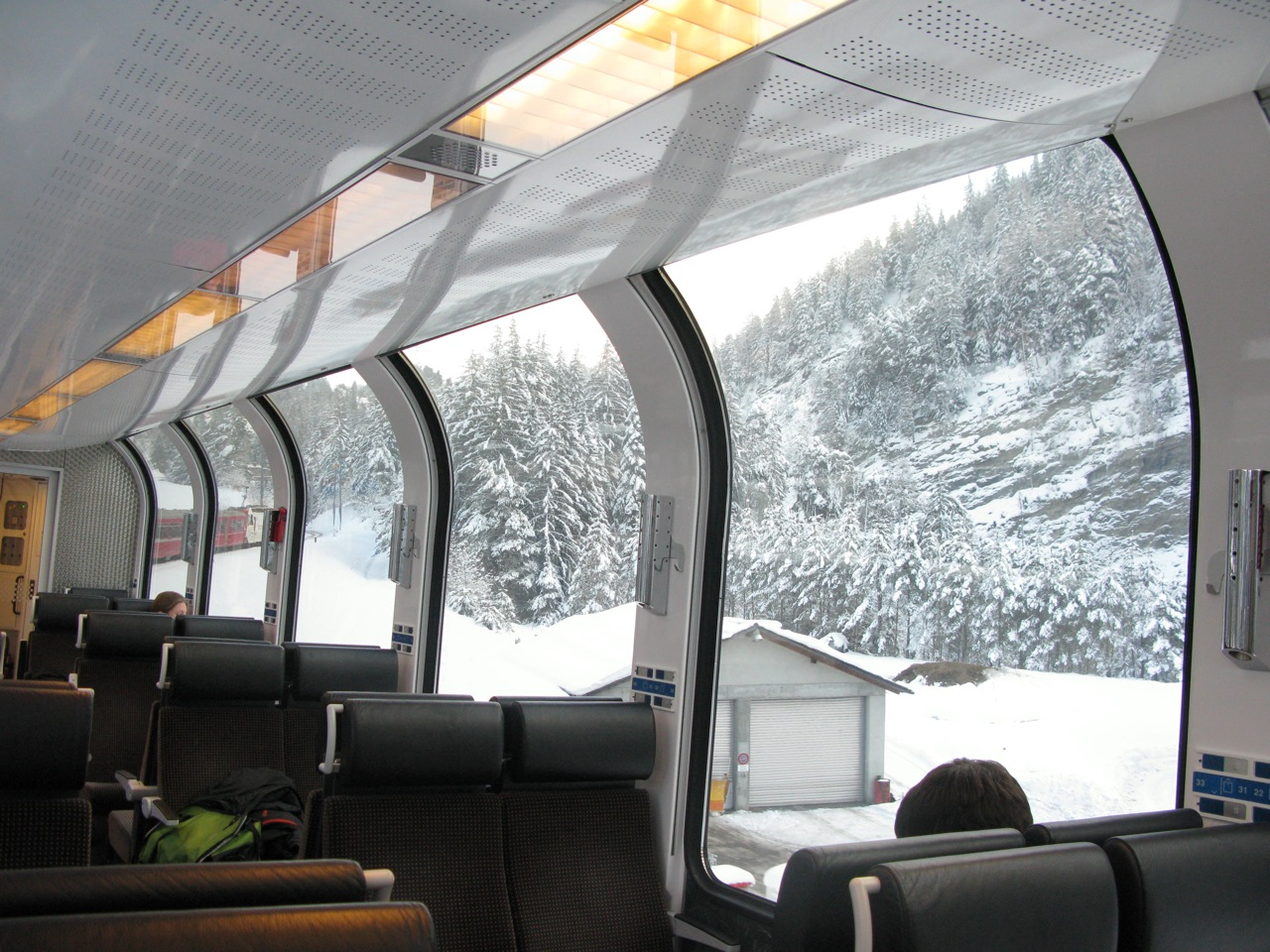
Wagon panoramiczny w składzie „Bernina Express”

„Bernina Express” – wspólna nazwa bezpośrednich połączeń kolejowych obsługiwanych przez Rhätische Bahn i zestawionych m.in. z wagonów panoramicznych. Kursują one na trasach z Chur w Szwajcarii do Tirano we Włoszech (1 para pociągów, całorocznie) oraz z St. Moritz do Tirano (3 pary pociągów, sezonowo).

## Charakterystyka
Trasa, którą kursują pociągi „Bernina Express”, wiedzie linią kolejową przez Przełęcz Bernina, która została wpisana na listę światowego dziedzictwa UNESCO, a także przez linię kolejową Albula. Na trasie znajduje się 196 mostów i 55 tuneli, a wzniesienie o największym nachyleniu liczy 70‰. Na trasie znajdują się także najwyżej oraz najniżej położone stacje na całej sieci RhB, a ponadto w okolicy Przełęczy Bernina znajduje się najwyżej w Europie położony punkt, który przecina kolej adhezyjna (pozbawiona zębatki).
Wszystkie pociągi „Bernina Express” są zestawiane ze standardowych wagonów oraz wagonów panoramicznych, za przejazd którymi pobierana jest dodatkowa opłata. Ponadto sezonowo kursują pospieszne autobusy „Bernina Express Bus”, skomunikowane z pociągami, które umożliwiają podróż na trasie Tirano – Lugano.
Podróż na pełnej trasie z Chur do Tirano trwa około 4 i pół godziny.

## Historia
W 1973 r., po sukcesie wcześniej uruchamianych wagonów bezpośrednich na tej trasie i przepinanych między pociągami, zadecydowano o uruchomieniu bezpośrednich pociągów pospiesznych na trasie z Chur do Tirano pod nazwą „Bernina Express”. W 1985 r., ze względu na dużą popularność pociągów, zadecydowano o uruchomieniu w lecie drugiej pary połączeń w ciągu dnia, natomiast w okresie zimowym powrócono do jednej pary pociągu bezpośredniego i jednej pary połączeń wagonem doczepianym do innych pociągów. Dodatkowo w 1993 r. uruchomiono połączenia z St. Moritz do Tirano, również przez przełęcz Bernina. W 1995 r. uruchomiono pociąg „Heidiland-Bernina Express” kursujący na trasie Landquart – Davos – Pontresina – Tirano. W 1999 r. zmieniono jego nazwę na „Heidi-Express”, natomiast od 2005 r. do dnia likwidacji nosił on taką samą nazwę jak pociągi na trasie z Chur, czyli „Bernina Express”. W 2008 r. nazwę tę otrzymała także para pociągów pospiesznych na trasie Tirano – St. Moritz.